# كارجيل المحدودة

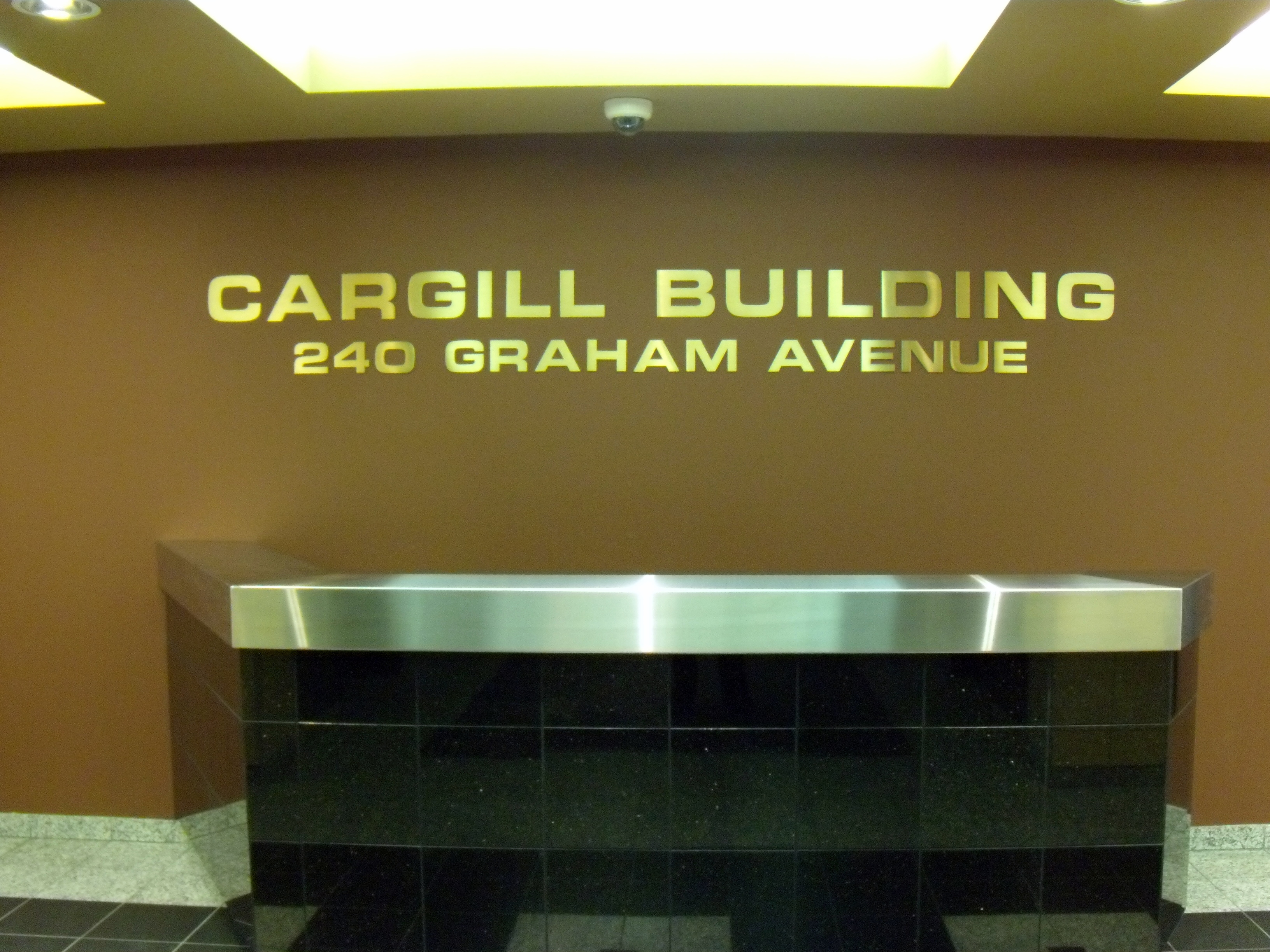
بناية كارجيل, غراهام افي 240

كارجيل المحدودة (بالإنجليزية: .Cargill Ltd)هي واحدة من أكبر الشركات الزراعية الدولية في كندا. وتوظف الشركة ما يقرب من 6000 شخص في جميع أنحاء كندا مع مبيعات بقيمة 3.5 مليار دولار و 1.2 مليار دولار في الأصول. تأسست في كندا في عام 1928 كإستثمار للتجارة بالحبوب.
واليوم تتاجر في اللحوم والبيض والشعير وتجهيز البذور الزيتية، علف الماشية، تصنيع الملح، فضلا عن منتجات مدخلات المحاصيل، معالجة الحبوب والتسويق. 
ويقع مقر الشركة الأم كارجيل في منيابولس، مينيسوتا. والمقر الكندي يقع في وينيبيغ، مانيتوبا، كندا.
في عام 2005، أصبح لين بينر الرئيس التنفيذي لشركة كارجيل المحدودة.